# Стейша Фонсека
Стейша Фонсека (англ. Stacia Fonseca; нар. 21 вересня 1985) — колишня американська тенісистка.
Найвищу одиночну позицію світового рейтингу — 501 місце досягла Jun 12, 2006, парну — 292 місце — Sep 19, 2005 року.
Здобула 1 парний титул туру ITF.

## Фінали ITF

### Одиночний розряд: 1 (0–1)
| Результат | Дата          | Турнір           | Покриття | Суперниця     | Рахунок  |
| --------- | ------------- | ---------------- | -------- | ------------- | -------- |
| Поразка   | 5 серпня 2007 | Сент-Джозеф, США | Тверде   | Єлена Панджич | 3–6, 1–6 |

### Парний розряд: 1 (1–0)
| Результат | Дата           | Турнір                                     | Покриття | Партнерка         | Суперниці             | Рахунок  |
| --------- | -------------- | ------------------------------------------ | -------- | ----------------- | --------------------- | -------- |
| Перемога  | 10 червня 2007 | Гілтон-Гед-Айленд (Південна Кароліна), США | Тверде   | Александра Мюллер | Фуда Рьоко Мамі Іноуе | 6–3, 6–2 |